# 후루타카급 중순양함

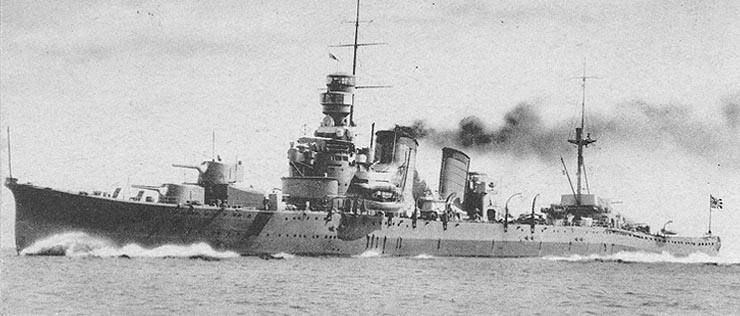
단장 속사포를 장비한 후루타카

후루타카급 중순양함(古鷹型重巡洋艦 후루카타가타 쥬쥰요칸[*])은 일본 제국 해군의 첫 중순양함 함급이다. 히라가 유즈루가 설계했다. 최초에는 단장 속사포 6대를 장비했으나 이후 속사포가 인력장전이라 속도가 너무 느리는 등의 문제가 생겨 교체했다. 1942년에 교체되었다. 또한 수상기를 운용하기 위해 노력했는데, 이 당시에는 캐터펄트가 없었다. 그로 인해 3번 포탑 앞에 활주대를 설치해 수상기를 발진시켰다. 이후 캐터펄드가 만들어진 후 교체되었다.

## 함선 목록

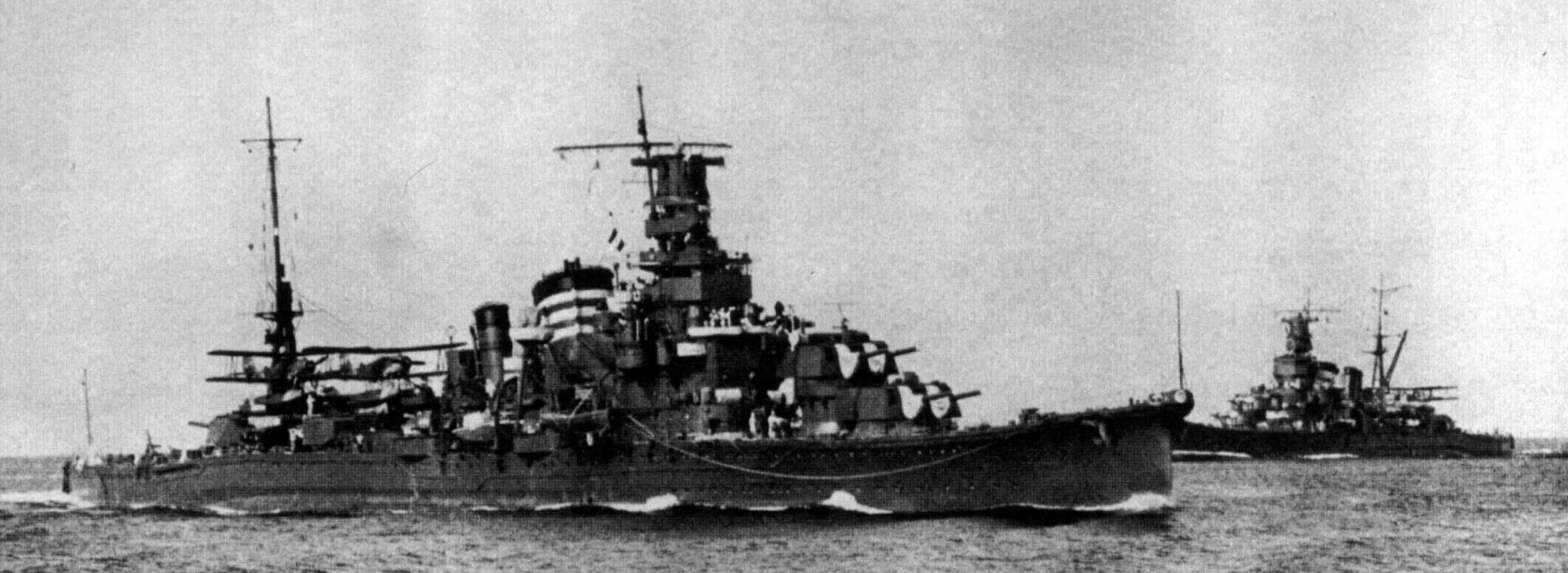
연장포를 장비한 후루타카. 뒤의 함은 아오바급 중순양함 키누가사이다.

1. 후루타카 (古鷹)
2. 카코 (加古)

## 함생
후루타카는 모두 아오바급 중순양함 아오바가 기함으로 있는 제6전대에 배속되어 태평양 전쟁 당시 활동했다. 웨이크 섬 전투와 괌 전투에도 참가하고 이어 최초의 함대항공전이라는 산호해 해전에 참가해 경항모 쇼호를 호위했다. 사각형으로 쇼호를 키누가사, 아오바, 후루타카, 카코가 둘러싼 형태였는데, 이는 조기경보 임무에 가까웠다. 여기서 이들은 수상기를 이용해 항공모함 렉싱턴을 발견했으나, 항모 쇼카쿠의 정찰기가 급유함 네오쇼를 항공모함으로 오인했다. 이후 과달카날 전역의 사보 섬 해전에 2척이 모두 참가해 퀸시 등에 포격을 가하는 등 성과를 올렸다. 그러나 귀환하는 길에 잠수함 회피운동을 중지했을 때 미국, 해군의 S급 잠수함 S-44가 카코를 격침시켰다. 에스페란스곶 해전에서는 기습을 받았다. 우현으로 선회했으나 포격을 얻어맞고 있던 아오바의 앞으로 지나가 오히려 포탄을 더 맞고 결국 후루타카가 격침당했다.